# Cratyna freemani
Cratyna freemani är en tvåvingeart som beskrevs av Menzel och Werner Mohrig 2000. Cratyna freemani ingår i släktet Cratyna och familjen sorgmyggor. Inga underarter finns listade i Catalogue of Life.